# Mesopolobus finlaysoni
Mesopolobus finlaysoni är en stekelart som beskrevs av Miktat Doganlar 1979. Mesopolobus finlaysoni ingår i släktet Mesopolobus och familjen puppglanssteklar. Inga underarter finns listade i Catalogue of Life.